# Pedra da Gávea

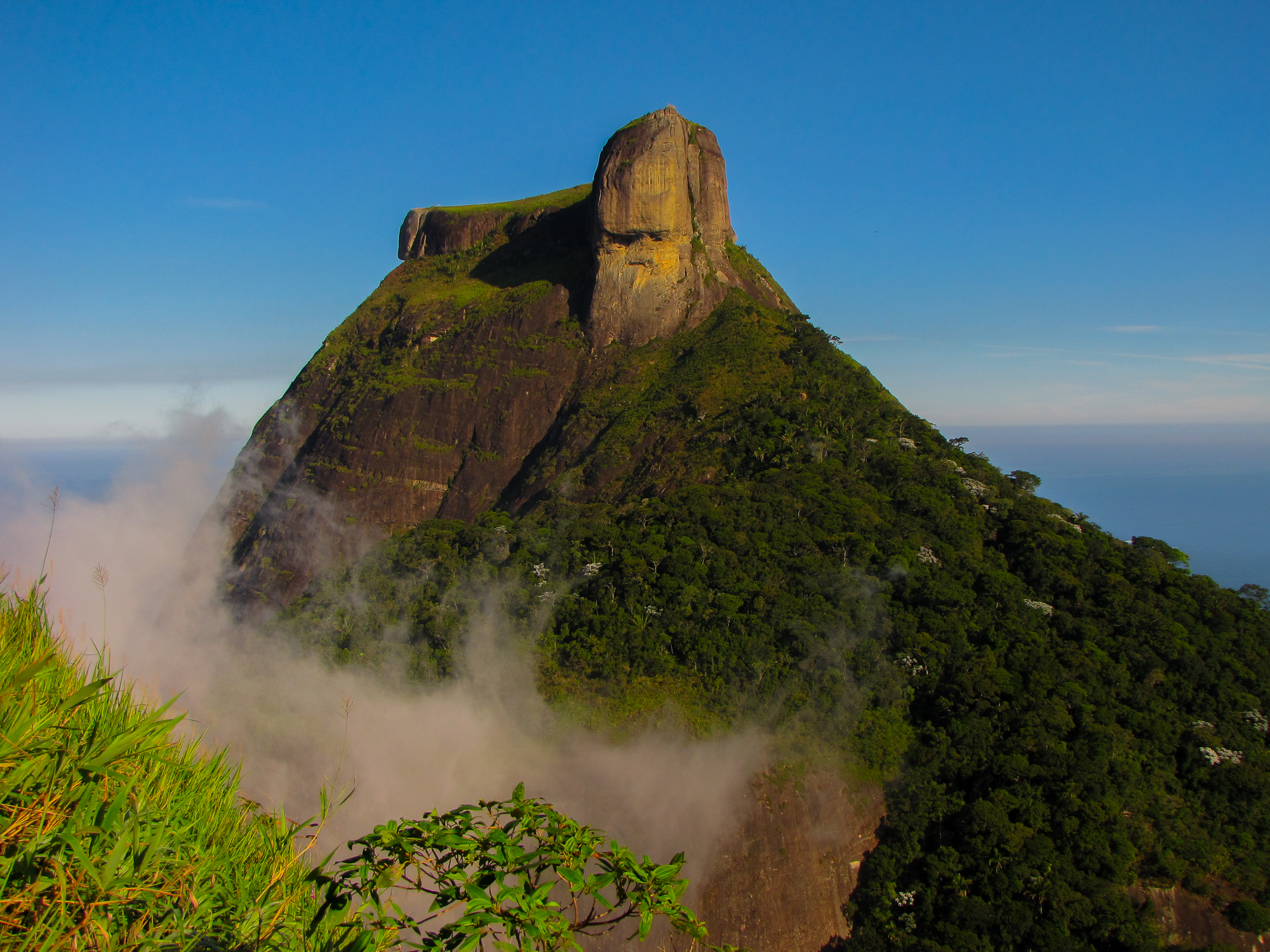
Pedra da Gavea, Rio de Janeiro

La Pedra da Gávea è una formazione rocciosa situata nel Parco nazionale della Tijuca, nei pressi della città di Rio de Janeiro.

## Descrizione
La Pedra da Gavea si innalza a un'altezza di 842 metri sopra il livello del mare e dalla sua cima è possibile dominare con lo sguardo una zona incredibilmente ampia: il suo nome, infatti, è dovuto al fatto che i primi esploratori portoghesi la utilizzavano come punto d'osservazione per scorgere navi nemiche in avvicinamento ("Gavea" in portoghese è l'albero maestro di una nave).